# Список кавалеров ордена Святой Анны 1-й степени эпохи Павла I

## Кавалеры эпохи Павла I
1. 9 ноября 1796 — Кушелев, Григорий Григорьевич, генерал-майор по флоту[1][2].
2. 12 ноября 1796 — Плещеев, Сергей Иванович, генерал-майор[2].
3. 12 ноября 1796 — Ростопчин, Фёдор Васильевич, генерал-адъютант[1][2].
4. 12 ноября 1796 — Донауров, Михаил Иванович, генерал-майор[2].
5. 12 ноября 1796 — Аракчеев, Алексей Андреевич, генерал-майор[2].
6. 12 ноября 1796 — Терский, Аркадий Иванович, тайный советник и бывший генерал-рекетмейстер.
7. 13 ноября 1796 — Трощинский, Дмитрий Прокофьевич, действительный тайный советник[2].
8. 13 ноября 1796 — Рылеев, Никита Иванович, генерал-лейтенант и бывший Санкт-Петербургский губернатор.
9. 13 ноября 1796 — Фондезин, Вилим Петрович, вице-адмирал[2].
10. 13 ноября 1796 — Верещагин, Николай Васильевич, генерал-майор.
11. 16 ноября 1796 — Измайлов, Пётр Иванович, действительный тайный советник[2].
12. 16 ноября 1796 — Обольянинов, Пётр Хрисанфович, генерал-лейтенант[1][2].
13. 16 ноября 1796 — Голицын, Николай Алексеевич, князь, шталмейстер[2].
14. 19 ноября 1796 — Илинский, Август Иванович, граф, тайный советник и сенатор[2].
15. 20 ноября 1796 — Потёмкин, Алексей Яковлевич, граф, егермейстер.
16. 28 ноября 1796 — Мерлин, Яков Данилович, генерал-майор.
17. 28 ноября 1796 — Лобанов-Ростовский, Дмитрий Иванович, князь, генерал-майор[1][3].
18. 28 ноября 1796 — Голицын, Михаил Андреевич, князь, тайный советник.
19. 1 декабря 1796 — Вяземский, Андрей Иванович, князь, тайный советник[2].
20. 1 декабря 1796 — Архаров, Иван Петрович, генерал от инфантерии[2].
21. 15 декабря 1796 — Бобринский, Алексей Григорьевич, граф, генерал-майор.
22. 15 декабря 1796 — Васильев, Алексей Иванович, тайный советник[1][2].
23. 17 декабря 1796 — Пущин, Пётр Иванович, адмирал[1][4].
24. 22 декабря 1796 — Мартынов, Дмитрий Мартынович, генерал-лейтенант.
25. 22 декабря 1796 — Бердяев, Николай Михайлович, генерал-лейтенант.
26. 22 декабря 1796 — Васильчиков, Григорий Алексеевич, генерал-лейтенант[2].
27. 1 февраля 1797 — Шереметев, Николай Петрович, граф, обер-камергер[1][4].
28. 1797? — Безбородко, Александр Андреевич, князь, канцлер[1][4].
29. 16 февраля 1797 — Матюшкин, Дмитрий Михайлович, граф, тайный советник.
30. 18 февраля 1797 — Горчаков, Алексей Иванович, князь, генерал-лейтенант[2].
31. 1 марта 1797 — Загряжский, Николай Александрович, обер-шенк[2].
32. 1 марта 1797 — Вадковский, Фёдор Фёдорович, действительный тайный советник[2].
33. 5 марта 1797 — Тауенцин фон Виттенберг, Богислав Фридрих Эмануэль, граф[3].
34. 7 марта 1797 — Линденер, Фёдор Иванович, генерал-лейтенант[2].
35. 1797 — Ламб, Иван Варфоломеевич, вице-президент Военной коллегии[1][2].
36. 5 апреля 1797 — Мария Фёдоровна, её императорское величество, государыня[1][5].
37. 5 апреля 1797 — Воронцов, Семён Романович, генерал от инфантерии[1][4].
38. 5 апреля 1797 — Завадовский, Пётр Васильевич, граф, действительный тайный советник[1][4].
39. 5 апреля 1797 — Юсупов, Николай Борисович, князь, действительный тайный советник и сенатор[1][4].
40. 5 апреля 1797 — Вязмитинов, Сергей Кузьмич, генерал от инфантерии[1][2].
41. 5 апреля 1797 — Штрандман, Густав Густавович, генерал-лейтенант.
42. 5 апреля 1797 — Простоквашин, Евдоким Степанович, генерал-лейтенант[2].
43. 5 апреля 1797 — Шаховской, Иван Андреевич, князь, генерал от кавалерии.
44. 5 апреля 1797 — Шувалов, Пётр Андреевич, граф, генерал-лейтенант.
45. 5 апреля 1797 — Кологривов, Андрей Семёнович, генерал-лейтенант[3].
46. 5 апреля 1797 — Котлубицкий, Николай Осипович, генерал-лейтенант.
47. 5 апреля 1797 — Баратынский, Абрам Андреевич, генерал-лейтенант.
48. 5 апреля 1797 — Нелидов, Аркадий Иванович, генерал-майор[6].
49. 5 апреля 1797 — Никифор Феотоки, архиепископ Славянский.
50. 5 апреля 1797 — Виктор (Онисимов), архиепископ Суздальский.
51. 5 апреля 1797 — Афанасий (Иванов), епископ Коломенский.
52. 5 апреля 1797 — Петров, Исидор Петрович, духовник Его Императорского Величества и Московского Благовещенского собора протоиерей.
53. 5 апреля 1797 — Грушецкий, Василий Владимирович, действительный тайный советник.
54. 5 апреля 1797 — Головин, Николай Николаевич, граф, действительный тайный советник[2].
55. 5 апреля 1797 — Бибиков, Илья Богданович, тайный советник.
56. 5 апреля 1797 — Квашнин-Самарин, Пётр Фёдорович, действительный тайный советник.
57. 5 апреля 1797 — Долгоруков, Александр Александрович, князь, действительный тайный советник.
58. 5 апреля 1797 — Ржевский, Матвей Петрович, действительный тайный советник.
59. 5 апреля 1797 — Соймонов, Пётр Александрович?, действительный тайный советник.
60. 5 апреля 1797 — Кожин, Пётр Никитич, тайный советник.
61. 5 апреля 1797 — Колокольцев, Фёдор Михайлович, барон, действительный тайный советник[2].
62. 5 апреля 1797 — Трубецкой, Николай Никитич, князь, действительный тайный советник.
63. 5 апреля 1797 — Храповицкий, Александр Васильевич, тайный советник.
64. 5 апреля 1797 — Зиновьев, Василий Николаевич, тайный советник.
65. 5 апреля 1797 — Вяземский, Сергей Иванович, князь, действительный тайный советник.
66. 5 апреля 1797 — Сабуров, Алексей Фёдорович, действительный тайный советник.
67. 5 апреля 1797 — Нарышкин, Александр Львович, обер-гофмаршал[1][2].
68. 5 апреля 1797 — Мясоедов, Николай Ефимович, тайный советник.
69. 5 апреля 1797 — Пюклер, Фридрих Филипп Карл фон (Пиклер, Пихлер) (нем. Friedrich Philipp Carl, Graf von Pückler-Limpurg?), граф, герцогский вюртембергский обер-камергер.
70. 5 апреля 1797 — Лобанов-Ростовский, Яков Иванович, князь, тайный советник.
71. 5 апреля 1797 — Карадыкин, Николай Матвеевич, тайный советник.
72. 5 апреля 1797 — Николаи, Андрей Львович, барон, тайный советник.
73. 7 апреля 1797 — Салтыков, Василий Петрович, тайный советник.
74. 8 апреля 1797 — Щербатов, Павел Петрович, князь, тайный советник.
75. апреля 1797 — Сераковский, Михаил, католический епископ.
76. 9 апреля 1797 — Арбенев, Иоасаф Иевлевич, генерал-лейтенант.
77. 13 апреля 1797 — Серапион (Александровский), епископ Дмитровский.
78. 13 апреля 1797 — Спиридов, Матвей Григорьевич, действительный тайный советник.
79. 13 апреля 1797 — Салтыков, Николай Николаевич, тайный советник.
80. 29 апреля 1797 — Куракин, Степан Борисович, князь, тайный советник.
81. 2 мая 1797 — Гейзау, Карл фон[нем.], барон, маркграфа баденского обер-камергер.
82. мая 1797 — Аршеневский, Пётр Исаевич, тайный советник.
83. 21 мая 1797 — Павел (Пономарёв, Пётр Николаевич), епископ Нижегородский.
84. 21 мая 1797 — Ламздорф, Матвей Иванович, тайный советник.
85. 21 мая 1797 — Корф, Николай Николаевич, тайный советник.
86. 21 мая 1797 — Сакен, тайный советник.
87. 1797 — Повалишин, Илларион Афанасьевич, вице-адмирал.
88. 10 июля 1797 — Спиридов, Алексей Григорьевич, вице-адмирал[3].
89. 10 июля 1797 — Ханыков, Пётр Иванович, вице-адмирал[3].
90. 10 июля 1797 — Скуратов, Николай Сергеевич, вице-адмирал.
91. 10 июля 1797 — Траверсе, Иван Иванович де, маркиз, вице-адмирал[1][3].
92. 10 июля 1797 — Баскаков, Иван Абросимович (Абрамович), вице-адмирал[7].
93. 11 июля 1797 — Фондезин, Мартын Петрович, вице-адмирал[3].
94. 15 июля 1797 — Лупандин, Ефим Максимович, вице-адмирал.
95. 17 июля 1797 — Макаров, Михаил Кондратьевич, вице-адмирал[2].
96. 1 августа 1797 — Костылев, Марк Абрамович, генерал-майор.
97. 14 августа 1797 — Судиенко, Осип Степанович[укр.], тайный советник.
98. 20 сентября 1797 — Миних, Сергей Сергеевич, граф, генерал-майор.
99. 5 октября 1797 — Корнеев, Захарий Яковлевич, действительный статский советник[3].
100. 1797 — Орлов, Василий Петрович, генерал-лейтенант.
101. 3 ноября 1797 — Коваленский, Михаил Иванович, тайный советник.
102. 26 ноября 1797 — Конде, Людовик-Жозеф де Бурбон, принц[1][2].
103. 7 декабря 1797 — Отто Герман фон дер Ховен, барон, тайный советник.
104. 7 декабря 1797 — Гейкинг, Карл Александрович фон, тайный советник.
105. 17 декабря 1797 — Повало-Швейковский, Яков Иванович, генерал-лейтенант[2].
106. 20 декабря 1797 — Анастасий (Братановский-Романенко), епископ Белорусский и Могилёвский.
107. 4 февраля 1798 — Гурьев, Дмитрий Александрович, тайный советник[1][3].
108. февраля 1798 — Эссен, Александр Александрович фон, генерал-лейтенант.
109. 6 февраля 1798 — Михаил Павлович, великий князь[1][2].
110. 11 февраля 1798 — Бурнашев, Степан Данилович, тайный советник.
111. 16 февраля 1798 — Беервиц, Иосиф Фёдорович барон, генерал-лейтенант.
112. 22 февраля 1798 — Бюлер, Карл Яковлевич барон, тайный советник[2].
113. 24 марта 1798 — Алопеус, Максим Максимович, тайный советник[2].
114. 3 апреля 1798 — Теплов, Алексей Григорьевич, тайный советник.
115. 6 апреля 1798 — Леццано, Борис Борисович, генерал-лейтенант[2].
116. апреля 1798 — Кампенгаузен, Балтазар Иванович, барон, тайный советник.
117. 8 апреля 1798 — Обресков, Пётр Алексеевич, тайный советник[2].
118. 8 апреля 1798 — Нелединский-Мелецкий, Юрий Александрович, действительный статский советник[2].
119. 8 апреля 1798 — Дашков, Павел Михайлович, князь, генерал-лейтенант[2].
120. апреля 1798 — Воеводский, Антон Андреевич?, генерал-лейтенант.
121. апреля 1798 — Алексеев, Иван Алексеевич?, действительный статский советник[3].
122. 10 апреля 1798 — Качка, Гавриил Симонович, тайный советник.
123. апреля 1798 — Козлов, Иван Иванович?, тайный советник.
124. 2 мая 1798 — Богуш-Сестренцевич, Станислав, митрополит римских церквей[1][2].
125. 4 мая 1798 — Румянцев, Николай Петрович, граф, действительный тайный советник и министр коммерции[1][4].
126. 15 мая 1798 — Голицын, Борис Андреевич, князь, генерал-лейтенант[2].
127. 15 мая 1798 — Тюфякин, Иван Петрович, действительный тайный советник.
128. 15 мая 1798 — Каверин, Павел Никитич, действительный статский советник.
129. 15 мая 1798 — Волчков, Данила Григорьевич, действительный статский советник.
130. 15 мая 1798 — Волконский, Дмитрий Петрович, князь, генерал-майор[3].
131. 17 мая 1798 — Рунич, Павел Степанович, тайный советник[3].
132. июнь? 1798 — Аксаков, Николай Иванович, действительный тайный советник.
133. 10 июня 1798 — Тейльс, Игнатий Антонович, тайный советник[3].
134. 28 июня 1798 — Александр Вюртембергский, принц, римский императорский фельдмаршал-лейтенант[1][2].
135. 1 августа 1798 — Тарбеев, Пётр Петрович, тайный советник.
136. августа 1798 — Турчанинов, Василий Иванович?, генерал-лейтенант.
137. 11 августа 1798 — Чертков, Иван Васильевич, генерал-лейтенант.
138. 11 августа 1798 — Мещерский, Прокофий Васильевич, князь, генерал-майор.
139. 13 августа 1798 — Миклашевский, Михаил Павлович, тайный советник (алмазные знаки — 10 декабря 1801)[3].
140. 15 августа 1798 — Хованский, Василий Алексеевич, действительный статский советник.
141. 17 августа 1798 — Челищев, Александр Иванович, генерал-лейтенант.
142. 3 октября 1798 — Козлятьев, Фёдор Ильич, генерал-лейтенант.
143. 8 октября 1798 — Обресков, Михаил Алексеевич, генерал-майор[3].
144. октября 1798 — Казинский, Дмитрий Степанович, гофмаршал.
145. 10 октября 1798 — Свиньин, Пётр Сергеевич, действительный тайный советник.
146. 10 октября 1798 — Иерофей (Малицкий), митрополит Киевский и Галицкий[1][2].
147. 11 октября 1798 — Томара, Василий Степанович, тайный советник.
148. 14 октября 1798 — Неплюев, Дмитрий Николаевич, тайный советник[2].
149. 19 октября 1798 — Ланской, Василий Сергеевич, действительный статский советник (алмазные знаки — 15 сентября 1801)[3].
150. 19 октября 1798 — Толстой, Пётр Александрович, граф, генерал-лейтенант.
151. 4 ноября 1798 — Вениамин (Багрянский), епископ Иркутский.
152. ноября 1798 — Неплюев, Семён Александрович, тайный советник.
153. 6 ноября 1798 — Кутайсов, Иван Павлович, егермейстер[1][2].
154. 7 ноября 1798 — Лопухин, Пётр Васильевич, тайный советник[1][2].
155. 8 ноября 1798 — Досифей (Ильин), епископ Орловский.
156. 8 ноября 1798 — Ромодановский-Ладыженский, Николай Иванович, князь, действительный тайный советник.
157. 8 ноября 1798 — Воронцов, Артемий Иванович, граф, действительный тайный советник.
158. 8 ноября 1798 — Державин, Гавриил Романович, тайный советник[2].
159. 8 ноября 1798 — Голохвастов, Андрей Иванович, тайный советник.
160. 8 ноября 1798 — Фонвизин, Павел Иванович, тайный советник.
161. 8 ноября 1798 — Леонтьев, Николай Васильевич, тайный советник.
162. 8 ноября 1798 — Сушков, Николай Михайлович, тайный советник.
163. 8 ноября 1798 — Алябьев, Александр Васильевич, тайный советник[2].
164. 8 ноября 1798 — Лопухин, Иван Владимирович, тайный советник[3].
165. 31 декабря 1798 — Петрово-Соловово, Александр Григорьевич, тайный советник[2].
166. 2 января 1799 — Колычёв, Степан Алексеевич, тайный советник[2].
167. 11 января 1799 — Долгоруков, Пётр Петрович, князь, генерал от инфантерии.
168. 11 января 1799 — Герард, Иван Кондратьевич, тайный советник.
169. 18 января 1799 — Миончинский, Каэтан[пол.], граф, волынский губернский маршал.
170. 18 января 1799 — Фуников, Егор Иванович, инженер-генерал.
171. 21 января 1799 — Бек, Иван Филиппович, тайный советник.
172. 26 января 1799 — Ливен, Христофор Андреевич, граф, генерал-адъютант (алмазные знаки — 15 сентября 1801)[1][3].
173. 9 февраля 1799 — Ливен, Карл Андреевич, граф, генерал-лейтенант[3].
174. 16 февраля 1799 — Витте, Яков Яковлевич (Якоб Петер Эдуард) де, генерал-лейтенант.
175. 20 февраля 1799 — Фридрих Людвиг Мекленбург-Шверинский, наследный принц[1][2].
176. 20 февраля 1799 — Лютцов, Август фон (нем. August von Lützow (1757–1835)), барон, обер-гофмейстер мекленбург-шверинского двора[2].
177. 20 февраля 1799 — Амвросий (Подобедов), митрополит Новгородский, Санкт-Петербургский, Эстляндский и Финляндский[1][2].
178. 20 февраля 1799 — Разумовский, Андрей Кириллович, граф, действительный тайный советник[1][4].
179. 20 февраля 1799 — Боур, Карл Фёдорович, генерал-лейтенант.
180. 1799 — Катасанов, Александр Семёнович, обер-сарваер.
181. 10 марта 1799 — Херасков, Михаил Матвеевич, действительный тайный советник.
182. 11 марта 1799 — Толстой, Николай Александрович, граф, обер-гофмаршал[2].
183. 11 марта 1799 — Вяземский, Николай Григорьевич, князь, гофмейстер.
184. 11 марта 1799 — Тутолмин, Иван Васильевич, шталмейстер.
185. 13 марта 1799 — Голубцов, Фёдор Александрович, тайный советник[3].
186. 13 марта 1799 — Борзов, Иван Карпович, действительный статский советник.
187. 26 марта 1799 — Иловайский, Дмитрий Иванович, генерал от кавалерии.
188. 5 апреля 1799 — Долгоруков, Сергей Николаевич, генерал-лейтенант (алмазные знаки — 30 апреля 1804)[3].
189. 7 апреля 1799 — Пестель, Иван Борисович, тайный советник[3].
190. 20? апреля 1799 — Ростопчин, Василий Фёдорович, действительный статский советник.
191. 21 апреля 1799 — Маркловский, Александр Иосифович, генерал-майор.
192. 21 апреля 1799 — Ивелич, Марк Константинович, генерал-лейтенант.
193. 26 апреля 1799 — Аксаков, Михаил Николаевич, генерал-лейтенант.
194. 28 апреля 1799 — Свечин, Николай Сергеевич, генерал от инфантерии.
195. 5 мая 1799 — Багратион, Пётр Иванович, князь, генерал-майор[1][2].
196. 5 мая 1799 — Головкин, Юрий Александрович, граф, тайный советник[1][3].
197. 5 мая 1799 — Торсуков, Ардалион Александрович, обер-гофмейстер[3].
198. 5 мая 1799 — Молчанов, Иван Андреевич, тайный советник.
199. 5 мая 1799 — Габлиц, Карл Иванович, тайный советник.
200. 14 мая 1799 — Дурново, Дмитрий Николаевич, тайный советник[6].
201. 14 мая 1799 — Горчаков, Андрей Иванович, князь, генерал-майор[2].
202. 14 мая 1799 — Милорадович, Михаил Андреевич, князь, генерал-майор[1][2].
203. 19 мая 1799 — Голенищев-Кутузов, Логгин Иванович, генерал-майор.
204. 24 мая 1799 — Денисов, Карп Петрович, генерал-майор.
205. 29 мая 1799 — Нащокин, Александр Петрович, тайный советник.
206. 29 мая 1799 — Кольцов-Мосальский, Андрей Александрович, князь, действительный тайный советник.
207. 29 мая 1799 — Голицын, Михаил Петрович, князь, шталмейстер (алмазные знаки — 17 июня 1812).
208. 29 мая 1799 — Нарышкин, Дмитрий Львович, гофмейстер[1][3].
209. 29 мая 1799 — Макаров, Александр Семёнович, тайный советник.
210. 29 мая 1799 — Ададуров, Алексей Петрович, шталмейстер.
211. 8 июня 1799 — Вукасович, Йосип Филип, римско-императорской службы генерал-майор.
212. 8 июня 1799 — Толстой, Алексей Иванович, действительный статский советник.
213. 16 июня 1799 — Корсаков, Алексей Иванович, генерал от артиллерии[3].
214. 29 июня 1799 — Пустошкин, Павел Васильевич, вице-адмирал.
215. 29 июня 1799 — Сулима, Аким Семёнович, тайный советник.
216. 29 июня 1799 — Милорадович, Григорий Петрович, тайный советник.
217. 29 июня 1799 — Сухтелен, Пётр Корнилович фон, инженер-генерал[1][3].
218. 29 июня 1799 — Нелюбов, Василий Васильевич, артиллерии генерал-лейтенант.
219. 16 июля 1799 — Массе (Масс), Александр Осипович, генерал-майор.
220. 21 июля 1799 — Дризен, Василий Карлович, тайный советник.
221. 21 июля 1799 — Лангель, Андрей Андреевич, тайный советник.
222. 21 июля 1799 — Рихтер, Христофор Адамович, действительный статский советник.
223. 24? июля 1799 — Беклешов, Сергей Андреевич, генерал-лейтенант.
224. 24 июля 1799 — Беклешов, Николай Андреевич, действительный статский советник.
225. 5 августа 1799 — Белли, Григорий Григорьевич, флота капитан 1-го ранга.
226. 7 августа 1799 — Мишеру, Антонио Альберто, кавалер (итал. Antonio Alberto de Micheroux (+1805)).
227. 7 августа 1799 — Руффо, Фабрицио Диониджи, кардинал[1][2].
228. 11 августа 1799 — Коль, Карл Карлович, генерал-майор.
229. 12 августа 1799 — Штакельберг, Густав Оттонович, граф, тайный советник[1][3].
230. 12 августа 1799 — Лизакевич, Аким Григорьевич, тайный советник.
231. 17 августа 1799 — Малютин, Пётр Фёдорович, генерал-лейтенант.
232. 29 августа 1799 — Вильгельм, палатин Биркенфельдский, герцог Баварский[1][2].
233. 29 августа 1799 — Ланжерон, Александр Фёдорович, генерал-лейтенант[1][3].
234. 2 сентября 1799 — Кнорринг, Карл Фёдорович, генерал-лейтенант[2].
235. 18 сентября 1799 — Ханыков, Василий Васильевич, генерал-лейтенант.
236. 22 сентября 1799 — Ферстер, Иван Иванович, генерал-лейтенант[2].
237. 22 сентября 1799 — Тыртов, Яков Иванович, генерал-лейтенант.
238. 22 сентября 1799 — Велецкий, Михаил Михайлович, генерал-майор.
239. 22 сентября 1799 — Чубаров, Николай Григорьевич, генерал-майор.
240. 24 сентября 1799 — Тет, Егор Егорович, вице-адмирал[3].
241. 28 сентября 1799 — Эссен, Иван Николаевич, генерал-лейтенант[3].
242. 28 сентября 1799 — Седьморацкий, Александр Карлович, генерал-майор.
243. 28 сентября 1799 — Певцов, Аггей Степанович, генерал-лейтенант.
244. 3 октября 1799 — Эссен, Пётр Кириллович, генерал-лейтенант[3].
245. 5 октября 1799 — Муравьёв-Апостол, Иван Матвеевич, тайный советник.
246. 5 октября 1799 — Сибирский, Василий Фёдорович, генерал-лейтенант.
247. 6 октября 1799 — Каракулин, Михаил Сергеевич, генерал-майор.
248. 8 октября 1799 — Уваров, Фёдор Петрович, генерал-лейтенант[1][3].
249. 8 октября 1799 — Хвостов, Дмитрий Иванович, граф, тайный советник.
250. 12 октября 1799 — Фридрих Франц I Мекленбургский, владетельный герцог[1][2].
251. 13 октября 1799 — Аршеневский, Пётр Яковлевич, тайный советник.
252. 22 октября 1799 — Капцевич, Пётр Михайлович, генерал-лейтенант (алмазные знаки — 18 апреля 1809)[3].
253. 29 октября 1799 — Розенберг, Андрей Григорьевич, генерал от инфантерии[1][2].
254. 29 октября 1799 — Суворов, Аркадий Александрович, генерал-майор.
255. 29 октября 1799 — Мансуров, Александр Павлович, генерал-лейтенант.
256. 29 октября 1799 — Кашкин, Дмитрий Евгеньевич, генерал-майор.
257. 29 октября 1799 — Барановский, Михаил Семёнович, генерал-майор.
258. 29 октября 1799 — Каменский, Николай Михайлович, граф, генерал-майор[1][3].
259. 29 октября 1799 — Фертч (Ферч), Иван Фёдорович, генерал-майор.
260. 29 октября 1799 — Курнаков, Семён Иванович, генерал-майор.
261. 29 октября 1799 — Денисов, Андриан Карпович, генерал-майор (алмазные знаки — 6 апреля 1810).
262. 29 октября 1799 — Софонов, Павел Андреевич, генерал-майор.
263. 30 октября 1799 — Феофилакт (Русанов), епископ Калужский[3].
264. 6 ноября 1799 — Глинка, Дмитрий Фёдорович, тайный советник.
265. 13 ноября 1799 — Левшин, Павел Федулович, генерал-лейтенант.
266. 19 ноября 1799 — Микулин, Василий Яковлевич, тайный советник.
267. 19 ноября 1799 — Самборский, Андрей Афанасьевич, протоиерей.
268. 28 ноября 1799 — Густав, его высочество наследный принц шведский[1][2].
269. 3 декабря 1799 — Шишков, Александр Семёнович, вице-адмирал[3].
270. 4 декабря 1799 — Камынин, Дмитрий Васильевич, тайный советник.
271. 4 декабря 1799 — Алексеев, Иван Алексеевич, тайный советник[3].
272. 4 декабря 1799 — Козлов, Дмитрий Фёдорович, тайный советник.
273. 4 декабря 1799 — Челищев, Алексей Богданович, тайный советник.
274. 4 декабря 1799 — Левашов, Фёдор Иванович, тайный советник.
275. 13 декабря 1799 — Лисаневич, Василий Иванович, действительный статский советник.
276. 21 декабря 1799 — Апраксин, Иван Александрович, граф, генерал-лейтенант[3].
277. 22 декабря 1799 — Селецкий, Иван Яковлевич, тайный советник.
278. 22 декабря 1799 — Северин, Пётр Иванович, тайный советник.
279. 22 декабря 1799 — Кудрявцев, Егор Фёдорович, тайный советник.
280. 22 декабря 1799 — Тредьяковский, Лев Васильевич, тайный советник.
281. 22 декабря 1799 — Хрущов, Михаил Дмитриевич, генерал-лейтенант.
282. 23 декабря 1799 — Эртель, Фёдор Фёдорович, генерал-майор[3].
283. 25 декабря 1799 — Амбразанцев, Николай Дмитриевич, генерал-лейтенант.
284. 25 декабря 1799 — Эмиль Леопольд Август, наследный принц Саксен-Готский[1][2].
285. 26 декабря 1799 — Бассевич, Бернгард Фридрих, граф, первый министр Мекленбургский[3].
286. 26 декабря 1799 — Молчанов, Иван Андреевич, тайный советник.
287. 26 декабря 1799 — Кожин, Алексей Никитич, действительный тайный советник.
288. 26 декабря 1799 — Желтухин, Фёдор Фёдорович, тайный советник.
289. 26 декабря 1799 — Козодавлев, Осип Петрович, тайный советник[3].
290. 26 декабря 1799 — Нарышкин, Иван Александрович, тайный советник.
291. 26 декабря 1799 — Селифонтов, Иван Осипович, тайный советник[3].
292. 26 декабря 1799 — Нарышкин, Пётр Петрович, тайный советник.
293. 26 декабря 1799 — Кондоиди, Григорий Павлович, тайный советник.
294. 28 декабря 1799 — Фок, Борис Борисович, генерал-лейтенант.
295. 28 декабря 1799 — Шепелев, Василий Фёдорович, генерал-лейтенант.
296. 28 декабря 1799 — Есипов, Дмитрий Максимович, генерал-майор.
297. 29 декабря 1799 — Булгаков, Егор Абрамович, генерал от инфантерии.
298. 29 декабря 1799? — Горчаков, Василий Николаевич?, князь, генерал-майор.
299. 1 января 1800 — Гессе, Иван Христианович, генерал-майор.
300. 1 января 1800 — Вейдемейер, Иван Андреевич, тайный советник.
301. 1 января 1800 — Рындин, Кирилл Степанович, тайный советник.
302. января 1800 — Салтыков, Александр Васильевич, действительный статский советник.
303. 7 января 1800 — Бибиков, Александр Александрович, тайный советник.
304. 7 января 1800 — Лашкарёв, Сергей Лазаревич, тайный советник.
305. 11 января 1800 — Серра-де-Каприола, Антонио Мореско, неаполитанский посланник при императорском российском дворе[1][2].
306. 11 января 1800 — Муханов, Сергей Ильич, шталмейстер[3].
307. 14 января 1800 — Татищев, Иван Иванович, действительный статский советник.
308. 16 января 1800 — Феоктист (Мочульский), епископ Курский[3].
309. 29 января 1800 — Чичагов, Павел Васильевич, контр-адмирал[3].
310. 29 января 1800 — Бреер, Карл Евстафьевич, контр-адмирал.
311. 21 февраля 1800 — Ушаков, Лука Фёдорович, тайный советник.
312. 23 февраля 1800 — Сонцов, Александр Борисович, тайный советник.
313. 4(5) марта 1800 — Людовик XVIII, король французский[1][2].
314. 17 сентября 1800 — Пауль Фридрих, принц Мекленбург-Шверинский[1][2].
315. 25 сентября 1800 — Фердинанд IV, король Обеих Сицилий[1][2].
316. 25 сентября 1800 — Виктор Эммануил I, король Сардинский[1][2].
317. 25 сентября 1800 — Франциск Януарий, кронпринц Неаполитанский[1][2].
318. 25 сентября 1800 — Леопольд, принц Неаполитанский[1][2].
319. 25 сентября 1800 — Актон, Джон, первый министр неаполитанский[1][2].
320. 25 сентября 1800 — Пиньятелли, Антонио, князь Бельмонте (итал. Antonio Pignatelli Principi di Belmonte), тайный советник неаполитанской службы[1][2].
321. 1 декабря 1800 — Стедингк, Курт Богислаус Людвиг Кристофер фон, барон, шведский посол при Российском императорском дворе[1][2].
322. 1 декабря 1800 — Толль, Юхан Кристофер, барон, шведский генерал-аншеф[1][2].
323. февраль 1801 — Хаугвиц, Кристиан фон, граф, министр иностранных дел короля прусского[1][2].